# 苏里高海峡海战
蘇里高海峽海戰（英語：The Battle of Surigao Strait）是第二次世界大戰中日本帝國海軍艦隊和美國於1944年10月25日凌晨展開的一場海戰。這場戰役是雷伊泰灣海戰的一部分，也是史上最後一次戰艦對決兼完美使用T字戰法的例子。

## 參戰艦隊

### 日軍
日本攻擊部隊由兩支艦隊組成。由西村祥治海軍中將指揮的艦隊，包括兩艘扶桑級戰艦扶桑號和山城號（旗艦），重巡洋艦最上號，驅逐艦時雨號、朝雲號、滿潮號和山雲號；由志摩清英海軍中將指揮的艦隊，包括重巡洋艦那智號、足柄號，輕巡洋艦阿武隈號，驅逐艦曙號、潮號、不知火號和霞號。
西村艦隊是捷1號行動計劃的一部分。西村在指揮第4水雷戰隊（驅逐艦中隊）時已在爪哇海戰役中成名。西村知道日軍在晝戰中没有胜算，從而希望利用自身的長處：夜戰以擊敗美軍。因為日本海軍驱逐艦隊，尤其是西村所指揮的驱逐舰隊曾接受非常良好的夜間作戰訓練，這可是比起在情報、雷達、規模、火力都有絕對優勢的美軍艦隊的唯一，甚至是有等於無的優勢。

### 美軍
美軍傑西·奧爾登多夫少將的舰队包括6艘戰艦（馬里蘭號、西弗吉尼亞號、密西西比號、田納西號、加利福尼亞號及賓夕法尼亞號）、8艘巡洋艦（路易斯維爾號、波特蘭號、明尼阿波利斯號、澳大利亞海軍施洛普郡號、鳳凰城號、博伊西號、丹佛號及哥倫比亞號）、28艘驅逐艦、39艘魚雷艇，针对西村中將的企图，美军舰队部署在海峽入口處，以攔截西村艦隊，從而防止其與栗田健男的艦隊在塔布拉斯海峽會合。美军的PT鱼雷艇正守候在西村的前进路线旁。39艘艇分成三个艇群，环绕在保和海和苏里高海峡南口周围的岛屿旁。

## 战役过程
1944年10月24日，西村舰队在棉兰老海中行进，航向直指苏里高海峡。在上午与第3舰队侦察机部队短暂而激烈地交战后，舰队已经恢复完好。由于空中侦察报告在苏里高海峡入口处出现许多美军PT鱼雷艇，西村决定在把他的两艘战列舰带入苏里高海峡之前先派巡洋舰“最上号”和4艘驱逐舰前出对这一海域进行侦察。晚6时30分，“最上号”侦察队离开战列舰，前进到棉兰老海北部海域进行侦察。

### 美军PT鱼雷艇攻击
10月24日晚10时36分，PT-131号艇在雷达屏幕上发现两个大型回波信号正以20节速度从西边驶来。彼得·加德少尉拿起夜间专用望远镜扫视海平线，很快看到了敌人：双路纵队，4艘驱逐舰打头阵，其后是2艘带有独具特色的宝塔形塔楼的战列舰，最后是“最上号”巡洋舰。
当加德用无线电发出敌情报告时，日军也发现了PT鱼雷艇群，并向这个方向打出了照明弹。照明弹在头顶上点亮，整个战场顿时洒满了强烈的红光。加德的三艘鱼雷艇立刻开足了马力。它们的引擎轰鸣着，艇体跃出了水面，艇尾拖出长长的白色尾迹。“时雨号”驱逐舰的探照灯罩住了它们，舰上的5英寸炮随即开火。以超过30节的速度接近目标时，这些木质小艇的周围掀起了白色的水柱。“我们被探照灯逮住了，”PT-152号艇上的一名艇员说，“我只知道这艇在飞奔，那声音大得难以想象。”
PT-152号艇的40mm炮组向“时雨号”开火，想要打灭它的探照灯，但未能成功。“时雨号”和日舰纵队中的其他几艘军舰向进攻方迎面转来，减少被弹面并准备躲避鱼雷。鱼雷艇射出鱼雷之后便转弯脱离。所有鱼雷都没有命中。在之字形航行、施放烟幕高速脱离时，PT-152号艇的艇尾被一枚炮弹直接命中。艇上的37mm火炮被击毁，炮手当场阵亡，艇后部舱室内燃起大火。PT-130号艇也被击中了，击中它的可能是“山城号”一门副炮射出的6英寸炮弹，但是这枚穿甲弹把艇上的桃花心木艇壳打了个对穿，没有爆炸。尽管如此，这些鱼雷艇还是完成了它们的首要任务，即在敌人接近时提供早期预警。当日舰迎击时，炮火和照明弹照亮了夜空，在很远之外就能看到。据“西弗吉尼亚号”的日志记载：凌晨2时6分，“看见东南方远处出现照明弹”。2分钟后：“180°正方向观察到炮火。”
路过利马萨瓦岛时，日军舰队重新编成双纵队，驱逐舰在两翼护卫。德怀特·H.欧文上尉指挥的第12鱼雷艇中队的3艘艇在近距离上看到了它们。当西村来到帕纳翁岛南端附近时，欧文的鱼雷艇冲出岸边的阴影区，发动了进攻。151号和146号两艇顶着周围不断升起的水柱，冲向探照灯，在1 800码距离上射出了鱼雷。这两艘艇随即转弯，以之字形航线逃生。在混战中，战列舰“扶桑号”将巡洋舰“最上号”误认为是敌舰并短暂向其开火，但没有造成严重损伤。
日军舰队在帕纳翁岛旁转弯，向北驶入苏里高海峡时，突然陷入了四面八方蜂拥而来的攻击之中。罗伯特·利森少校指挥的3艘鱼雷艇（PT-134、PT-132和PT-137号艇）向日军纵队中央冲过去，被罩在了一艘战列舰令人目眩的探照灯光中，可能射自“山城号”。它们冲到1500码的距离上，放出了7枚鱼雷，之后急转弯脱离。

### 美军驱逐舰攻击
杰西·科沃德上校的第54驱逐舰中队正从北面快速驶来。科沃德把他的驱逐舰分成两个分队平行前进，意图从两翼包抄日军纵队。双方以高达40节的相对速度彼此接近——科沃德的驱逐舰以20节速度南下，西村则以相同速度向北冲刺——两军在相距5英里时同时目视发现了对方。科沃德的东侧纵队与日军几乎是迎头对进，出现在日军先导舰右前方仅仅10°处。美军接近时施放烟幕，以进一步降低能见度。日军在远距离上开了火，但第一轮射击毫无准头，弹着水柱距离目标近了2000码。由于紧贴着苏里高海峡的海岸线航行，科沃德的舰队藏身于多山岛屿下的“雷达阴影区”。据“时雨号”驱逐舰舰长西野繁中佐说，这一战术达到了目的。日军炮手紧盯着雷达屏幕，“无法区分陆地和敌舰。屏幕上只是一大片回波信号。我们不顾一切地射击，但我觉得那十分无效”。美舰没有还击，以免自己的炮口焰成为敌人的瞄准点。科沃德要求他的中队仅使用鱼雷攻击。
10月25日凌晨3点，他东侧分队的三艘驱逐舰射出了27枚鱼雷，日舰的瞭望哨看到了来袭的鱼雷尾迹和掀起的绿色磷光，日军纵队随即转弯规避。“扶桑号”的14英寸火炮向正在逃离的驱逐舰开火，还对“麦克格万号”取得了跨射，却未能命中。然而几乎同一时刻，“扶桑号”的右舷中部挨了两枚，也可能是三枚鱼雷。它的锅炉舱被海水淹没，舰体向右严重倾斜，并突然丧失了电力。它掉了队。跟在它后方的巡洋舰“最上号”不得不紧急转弯，以免碰撞。科沃德的另一半驱逐舰——由“蒙森号”和“麦克德莫特号”组成的西侧分队——在接近到八九千码时扇面射出了20枚鱼雷。西村舰队正在转回正北方的基本航向时，这批鱼雷抵达了目标。结果是灾难性的。三分钟内，日军纵队4艘驱逐舰中的3艘被击中。滿潮號被两枚魚雷擊中，但仍在水面上，朝雲號失去了艦首而沉沒，而山雲號被三枚魚雷擊中，船身被炸成數段。
日军各舰陷入了巨大的混乱，西野中佐一直以为被击中的是旗舰“山城号”而不是“扶桑号”。实际上“山城号”仍在继续以25节航速北上，但西村将军和他的幕僚们并不知道“扶桑号”和三艘驱逐舰已经中雷，整个纵队总吨位中的一半已经沉没或者丧失了战斗力。和旗舰待在一起的只剩下“最上号”。唯一幸存而且还能航行的驱逐舰“时雨号”加快了速度以逃出鱼雷攻击区，但随后它就和舰队其余各舰失去了联系。西野一度无法通过无线电联系上任何一艘友舰，于是他转向南“去看看‘山城号’怎么样了，可能的话去接收命令，然后转回来继续北上”。
凌晨3时34分，奥尔登多夫命令驱逐舰前出攻击。率领这最后一轮驱逐舰进攻的是坐镇“纽康姆号”的罗兰·斯穆特上校。他的第56驱逐舰中队各舰被分成3个分队，每队3艘弗莱彻级，排成纵队——分别攻击西村的左翼、右翼和正前方。它们沿着海峡以25节航速直扑而来。当距离接近到6000码时，各纵队都转向用侧舷对敌，射出了鱼雷——每艘舰5枚，共计45枚。之后它们继续以最高速度开向海峡边缘，并用烟囱施放大量烟幕，脱离射击区域。当斯穆特的最后一枚鱼雷从发射管钻入海中时，右翼巡洋舰上的6英寸和8英寸炮率先开火，战列舰的14英寸和16英寸主炮齐射紧随其后。

### 美军战列舰攻击
凌晨3時50分，美軍巡洋艦和戰艦开始利用雷達引導进行炮轟，炮轰集中攻擊日军大型艦隻。美軍一艘驅逐艦格蘭特號在準備攻擊時不幸的被扶桑號發現，並多次遭到炮擊，漂浮在海面上被另一艘驅逐艦拖行前，艦上有50人陣亡。
凌晨3时53分，“西弗吉尼亚号”的首轮齐射落地。枪炮官打开送话器喊道：“首轮达阵”。赫伯特·V.威利上校用望远镜观察目标，看见目标在第二轮齐射落地时爆炸开来。这个目标正是西村的旗舰“山城号”，这艘日军战列舰很快遭到了至少12艘美军巡洋舰和战列舰的集中射击。“丹佛号”的战报写道：“几乎从3时50分开始射击时起，敌舰在我舰瞭望哨眼里便成了一团团爆炸的火球。”
早上大約4時04分，“山城号”的右舷又挨了2枚鱼雷，可能来自驱逐舰“纽康姆号”和“拜尼恩号”。这使得它的中雷总数达到4枚。军舰开始向左倾斜，航速锐减到6节。全舰燃起大火，但是仰仗上层建筑高处舰桥装甲的保护，西村和他的参谋们还活着。他告诉参谋长：“向本队司令发报。我们继续向莱特前进，直至玉碎。”該艦向美軍戰艦进行回擊，最後遭到了一輪大口徑火砲的轟擊，终于在大約早上4時20分沉沒。
最上號作为殘存的大型艦隻試圖偷偷逃走，但一陣8寸的炮彈破壞了艦橋並炸死艦上的高層人員，艦體遭受嚴重損害，因而未能倖免。戰役至此刻，凌晨4時30分，進入第二階段－海軍中將志摩清英的艦隊進入海峽。當時他在那智號上。志摩到達日本戰艦扶桑號遺骸漂浮的地點，看到了扶桑号断裂的兩個部分浮在水面上。他误认为这是西村轄下的兩艘大型戰艦。这时志摩和他的觀察員看到前方有一列戰艦，志摩便下令对目标實施魚雷攻擊，並立即調頭逃走。這次攻擊被證明是徒勞的，實際上只是一列被誤認為是敵人艦艇的岛屿。然而，志摩的艦隊，已成為美軍下一個目標。奧爾登多夫的艦隊已經發現了志摩的艦隊並動員準備實施攻擊。但栗田在薩馬海的進攻迫使奧爾登多夫的艦隊趕往增援，從而使志摩逃脫了與西村相同的命運。最上號遭受了嚴重的破壞，10月25日黎明時遭到美軍飛機攻擊，它擊落了一些美軍攻擊機，美軍經調查後，發現其已經是漂浮在海面上沒有動力的垃圾。後來該艦幸存船員被轉移到一艘驅逐艦上，并在棉蘭老海把最上号自沉以避免被俘虜。該艦沉入超過5公里深的棉蘭老海海底。
日軍在該戰役中共有5,000人陣亡。